# Les Boucaniers de la Jamaïque
Pour plus de détails, voir Fiche technique et Distribution.
Les Boucaniers de la Jamaïque ou Le Boucanier des Caraïbes en Belgique (Yankee Buccaneer) est un film américain réalisé par Frederick de Cordova, sorti en 1952.

## Synopsis
Le capitaine de la marine américaine David Porter reçoit l'ordre de se faire passer pour un corsaire dans le but de rassembler certains pirates des Caraïbes.

## Fiche technique
Sauf indication contraire, les informations mentionnées dans cette section peuvent être confirmées par la base de données cinématographiques IMDb,  présente dans la section « Liens externes ».
- Titre : Les Boucaniers de la Jamaïque
- Titre belge : Le Boucanier des Caraïbes
- Titre original : Yankee Buccaneer
- Réalisation : Frederick de Cordova
- Scénario : Charles K. Peck Jr.
- Musique : Milton Rosen et Walter Scharf (non crédité)
- Direction artistique : Robert F. Boyle et Bernard Herzbrun
- Photographie : Russell Metty, assisté de Philip H. Lathrop (cadreur, non crédité)
- Montage : Frank Gross
- Costumes : Bill Thomas
- Production : Howard Christie
- Société de production : Universal International Pictures
- Distribution :  États-Unis : Universal Pictures
- Pays de production :  États-Unis
- Format : Couleur (Technicolor) - Son : Monophonique (Western Electric Recording) - 1,33:1 - Format 35 mm
- Genre : Aventure et historique
- Durée : 86 minutes
- Dates de sortie :
  - États-Unis : 16 septembre 1952 (à Los Angeles)
  - France : 9 avril 1954

## Distribution
| - Jeff Chandler (VF : René Arrieu) : Commandant David Porter - Scott Brady (VF : Raymond Loyer) : Lieutenant David Farragut - Suzan Ball (VF : Nelly Benedetti) : Comtesse Margarita La Raguna - Joseph Calleia (VF : Gérard Férat) : Comte Domingo Del Prado - George Mathews (VF : Jean Daurand) : Chef Petty - Rodolfo Acosta (VF : Roger Rudel) : Poulini - David Janssen : Beckett - Joseph Vitale (VF : Jean Brochard) : Scarjack - Stephen Chase (VF : Maurice Dorléac) : Capitaine Carson - Edmund Penney (VF : Paul Villé) : le timonier - Michael Ansara : Lieutenant Romero - James Parnell : Redell - Jay Silverheels : Lead Warrior - Hugh O'Brian (VF : Roland Ménard) : le narrateur |